# Internationales Hochsprung-Meeting Eberstadt
Das Internationale Hochsprung-Meeting Eberstadt war ein Hochsprungwettbewerb, der von 1979 bis 2018 jährlich in Eberstadt im Landkreis Heilbronn in Baden-Württemberg stattfand.
Es gehörte international zu den bedeutendsten Veranstaltungen seiner Art. Zwei Weltrekorde wurden in Eberstadt aufgestellt:
- 2,35 m durch den Polen Jacek Wszoła am 25. Mai 1980
- 2,39 m durch den Chinesen Zhu Jianhua am 10. Juni 1984

Darüber hinaus sah die Eberfürst-Arena vier Europarekorde, einen Asienrekord und 18 Landesrekorde. Seit 2002 sprangen auch Frauen bei der Veranstaltung. Zuletzt ging der Wettkampf über drei Tage, freitags sprangen die Junioren, samstags die Frauen und sonntags die Männer.
Die Nachfolgeveranstaltung Hochsprung Heilbronn fand erstmals am 5. und 6. August 2023 auf dem Heilbronner Marktplatz statt.

## Siegerliste
| Jahr | Männer                                 | Höhe (m) | Frauen                           | Höhe (m) |
| ---- | -------------------------------------- | -------- | -------------------------------- | -------- |
| 1979 | Dietmar Mögenburg (FRG)                | 2,30     | –                                | –        |
| 1980 | Jacek Wszoła (POL)                     | 2,35     | –                                | –        |
| 1981 | Roland Dalhäuser (SUI)                 | 2,31     | –                                | –        |
| 1982 | Roland Dalhäuser -2-                   | 2,30     | –                                | –        |
| 1983 | Gerd Nagel (FRG)                       | 2,27     | –                                | –        |
| 1984 | Zhu Jianhua (CHN)                      | 2,39     | –                                | –        |
| 1985 | Patrik Sjöberg (SWE)                   | 2,38     | –                                | –        |
| 1986 | Milton Ottey (CAN)                     | 2,30     | –                                | –        |
| 1987 | Patrik Sjöberg -2-                     | 2,36     | –                                | –        |
| 1988 | Carlo Thränhardt (FRG)                 | 2,34     | –                                | –        |
| 1989 | Carlo Thränhardt -2-                   | 2,34     | –                                | –        |
| 1990 | Sorin Matei (ROU)                      | 2,36     | –                                | –        |
| 1991 | Javier Sotomayor (CUB)                 | 2,36     | –                                | –        |
| 1992 | Javier Sotomayor -2-                   | 2,36     | –                                | –        |
| 1993 | Hollis Conway (USA)                    | 2,38     | –                                | –        |
| 1994 | Javier Sotomayor -3-                   | 2,40     | –                                | –        |
| 1995 | Javier Sotomayor -4-                   | 2,37     | –                                | –        |
| 1996 | Artur Partyka (POL)                    | 2,38     | –                                | –        |
| 1997 | Javier Sotomayor -5-                   | 2,35     | –                                | –        |
| 1998 | Artur Partyka -2-                      | 2,33     | –                                | –        |
| 1999 | Mark Boswell (CAN)                     | 2,33     | –                                | –        |
| 2000 | Wjatscheslaw Woronin (RUS)             | 2,36     | –                                | –        |
| 2001 | Wjatscheslaw Woronin -2-               | 2,37     | –                                | –        |
| 2002 | Mark Boswell -2-                       | 2,33     | Iryna Mychaltschenko (UKR)       | 2,00     |
| 2003 | Jacques Freitag (RSA)                  | 2,30     | Kajsa Bergqvist (SWE)            | 2,06     |
| 2004 | Stefan Holm (SWE)                      | 2,36     | Iryna Mychaltschenko -2-         | 2,01     |
| 2005 | Wjatscheslaw Woronin -3-               | 2,33     | Iryna Mychaltschenko -3-         | 1,91     |
| 2006 | Tomáš Janků (CZE)                      | 2,30     | Kajsa Bergqvist -2-              | 1,98     |
| 2007 | Andrei Silnow (RUS)                    | 2,30     | Jekaterina Sawtschenko (RUS)     | 1,97     |
| 2008 | Víctor Moya (CUB) Martyn Bernard (GBR) | 2,30     | Jelena Slessarenko (RUS)         | 2,02     |
| 2009 | Raúl Spank (GER)                       | 2,33     | Irina Gordejewa (RUS)            | 2,02     |
| 2010 | Raúl Spank -2-                         | 2,30     | Ariane Friedrich (GER)           | 2,00     |
| 2011 | Iwan Uchow (RUS)                       | 2,24     | Swetlana Schkolina (RUS)         | 1,99     |
| 2012 | Mutaz Essa Barshim (QAT)               | 2,35     | Irina Gordejewa (RUS)            | 2,04     |
| 2013 | Bohdan Bondarenko (UKR)                | 2,30     | Swetlana Schkolina -2-           | 1,94     |
| 2014 | Mutaz Essa Barshim -2-                 | 2,41     | Airinė Palšytė (LTU)             | 1,98     |
| 2015 | Derek Drouin (CAN)                     | 2,37     | Marie-Laurence Jungfleisch (GER) | 1,96     |
| 2016 | Derek Drouin -2-                       | 2,38     | Marie-Laurence Jungfleisch -2-   | 2,00     |
| 2017 | Mutaz Essa Barshim -3-                 | 2,40     | Marie-Laurence Jungfleisch -3-   | 2,00     |
| 2018 | Brandon Starc (AUS)                    | 2,36     | Airinė Palšytė -2-               | 1,94     |